# Gary W. Kronk
Gary W. Kronk (né en 1956) est un astronome amateur et écrivain américain.

## Biographie
Kronk est né à Granite City dans l'Illinois aux États-Unis, le 23 mars 1956. Il a développé un intérêt pour l'espace à un âge précoce, à l'époque des premiers vols spatiaux habités du programme Mercury ; cependant, ce sont les gros plans de la planète Mars pris par la sonde spatiale Mariner 4, apparus à la télévision la nuit du 14 juillet 1965, qui ont suscité son intérêt pour l'astronomie. Cet intérêt ne s'est jamais démenti et se développa encore davantage avec l'avènement de la comète Kohoutek (C/1973 E1). Kronk observa cette comète le 30 novembre 1973, alors qu'il était au lycée. Cette observation l'encouragea à poursuivre ses recherches et à écrire un article sur cette comète puis d'autres grandes comètes du passé, ceci pour le journal de l'école. Son professeur enthousiasmée par la qualité de son travail fit passer son article à un journal local. Depuis il continue à rechercher et à écrire sur les comètes.
Kronk a obtenu sa licence (Bs.C.) ès sciences en journalisme à l'Université Edwardsville Southern Illinois en 1981.
Kronk est connu pour être un chasseur de comète, un chercheur et un écrivain. Son dernier projet de livre nommé Cometography, est constitué d'une série de six volumes publiée par Cambridge University Press,. Sa connaissance de l'histoire des comètes l'a conduit à pouvoir faire le lien entre plusieurs comètes apparues par le passé. Il put notamment faire le lien entre la comète périodique 109P/Swift-Tuttle avec les comètes chinoises observées en 69 av. J.-C. et en 188 après J.-C., qui lui permirent de confirmer que le mouvement de cette comète n'a pas été fortement influencée par les effets non-gravitationnels. Il a également fait le lien entre la comète périodique 104P/Kowal et une comète rapportée par le révérend Leo Boethin (vue aux Philippines en 1973), ce qui lui permit de confirmer que le mouvement de la comète fut fortement influencé par les effets non-gravitationnels.
Les recherches de Kronk sur les comètes ont également pris en compte les pluies de météorites, en raison de la relation étroite entre les deux sujets de recherche. Il a écrit le livre Meteor Shower en 1988 et son expertise dans le domaine lui a valu une invitation à faire partie du projet Leonid MAC 99 de la NASA/US Air Force qui permit d'étudier une tempête de météorites des Léonides en survolant la mer Méditerranée.

## Distinctions
- Charles P. Olivier Award, American Meteor Society 1999.
- L'astéroïde (48300) Kronk a été nommé en son honneur.

## Publications
- Comets: A Descriptive Catalog, Enslow Publishers, Inc. (1984)
- Meteor Showers, Enslow Publishers, Inc. (1988)
- Cometography
  - Cometography, volume 1 (Ancient-1799), Cambridge University Press (1999)
  - Cometography, volume 2 (1800-1899), Cambridge University Press (2004)
  - Cometography, volume 3 (1900-1932), Cambridge University Press (2007)
  - Cometography, volume 4 (1933-1959), Cambridge University Press (2008)
  - Cometography, volume 5 (1960-1982), Cambridge University Press (2010)
  - Cometography, volume 6 (1983-1993), Cambridge University Press (2017)
- Meteor Showers, 2e édition, Springer (2013)
- Lewis Swift: Celebrated Comet Hunter and the People's Astronomer, Springer (2017)

## Sites Web personnel
- http://meteorshowersonline.com